# The Boss Baby
The Boss Baby is een Amerikaanse computeranimatiefilm uit 2017 onder regie van Tom McGrath. De film is losjes gebaseerd op het prentenboek uit 2010 met dezelfde naam van Marla Frazee. De film werd geproduceerd door DreamWorks Animation en gedistribueerd door 20th Century Fox.

## Verhaal
Tim Templeton (Tobey Maguire) vertelt over zichzelf als zevenjarige (Miles Christopher Bakshi), toen er een vreemd broertje in zijn leven kwam genaamd Boss Baby (Alec Baldwin) in kostuum en met een aktekoffertje. De Boss Baby die zich alleen in bijzijn van Tim als een volwassen gedraagt, is er om de bedreigingen van Francis Francis (Steve Buscemi) de CEO van Puppy Co te stoppen, die de balans van liefde in de wereld wil verstoren.

## Stemverdeling
| Personage                 | Engelse stem             | Nederlandse stem   | Vlaamse stem         |
| ------------------------- | ------------------------ | ------------------ | -------------------- |
| Boss Baby Templeton       | Alec Baldwin             | Guido Weijers      | Tom Van Bauwel       |
| Tim Templeton             | Miles Christopher Bakshi | Stijn van der Plas | Tuur Verelst         |
| Francis Francis           | Steve Buscemi            | Ruud Drupsteen     | Tom Van Dyck         |
| vader Templeton           | Jimmy Kimmel             | Jelle Amersfoort   | Geert Van Rampelberg |
| moeder Templeton          | Lisa Kudrow              | Dionne Slagter     | Maaike Cafmeyer      |
| volwassen Tim / verteller | Tobey Maguire            | Buddy Vedder       | Dieter Troubleyn     |
| Eugene                    | Conrad Vernon            | Marcel Jonker      | Dominique Van Malder |

## Achtergrond
De film werd geregisseerd door Tom McGrath. Alec Baldwin en Kevin Spacey werden aangetrokken voor de stemmencast. Spacey, die oorspronkelijk de rol van de schurk zou spelen, werd in juni 2016 vervangen door Steve Buscemi.

### Filmmuziek
Componist Hans Zimmer (bekend van Madagascar) werd ingehuurd voor de filmmuziek. Steve Mazzaro werd later toegevoegd als co-componist.

## Release
De officiële trailer werd op 17 oktober 2016 uitgebracht. De film ging in première op 12 maart 2017 op het Miami Film Festival.